# Cynotechnie
La cynotechnie est l'ensemble des connaissances et des techniques liées à l'élevage du chien, à son éducation et à sa formation à des tâches spécialisées (détection, pistage, protection).
Une équipe cynotechnique désigne généralement une association homme(s)-chien(s) dont les tâches sont la recherche et le sauvetage de personnes (avalanches, séismes, sauvetage en mer).